# Johann Georg Moritz von Oeynhausen
Graf Johann Georg Moritz von Oeynhausen (* 18. April 1697; † 17. Juni 1764 in Hannover) war k.k. Generalfeldwachtmeister und Komtur des Deutschordens der Ballei Sachsen.

## Herkunft
Er war der Sohn des hannoverschen Oberjägermeisters Graf Raban Christoph von Oeynhausen († 1749) und dessen Ehefrau die Freiin Sophia Juliana von der Schulenburg (1668–1753), Tochter von Gustav Adolf von der Schulenburg. Der k.k. Generalfeldwachtmeister Ferdinand Ludwig von der Schulenburg-Oeynhausen (1699–1754) war sein Bruder.

## Leben
Durch seinen Onkel mütterlicherseits, den venetianischen Feldmarschall Matthias Johann von der Schulenburg, kam er jung mit seinem Bruder Ferdinand Ludwig in venetianische Dienste. Während des Venezianisch-Österreichischen Türkenkrieges nahm er 1716 zusammen mit seinem Onkel an der Verteidigung von Korfu teil. Während sein Bruder eine Militär-Karriere in österreichischen Diensten begann, kehrte Johann Georg Moritz nach Hannover zurück und wurde dort 1723 Hofjunker. Als solcher wurde er  zum preußischen König geschickt. Dort wurde er 1724 Kammerjunker und am 17. Oktober 1724 Kanzlei-Auditor bei den Geheimen Räten von Eltz, von Görtz und von Ilten. Er stieg zum Kriegsrat auf und wurde 1738 zum Hauptmann ernannt. Als Friedrich II. den Thron bestieg, machte er 1740 Oeynhausen zum Oberst und Generaladjutanten. Aber am 21. August 1743 quittierte Oeynhausen den preußischen Dienst.
Er ging in kaiserliche Dienste und wurde am 4. März 1747 zum Generalfeldwachtmeister und Kommandeur im Infanterie-Regiment Teutschmeister ernannt. Später nahm er seinen Abschied und lebte auf dem Gut Linden bei Hannover.
Oeynhausen war seit 1730 Mitglied des Deutschordens der Ballei Sachsen wurde er 1753 Komtur wurde. Er blieb als Ordensritter unverheiratet und hinterließ sein Vermögen seinem Bruder Friedrich Ulrich.
Er wurde in der Neustädter Kirche St. Johannis begraben, Sein Grabstein befand sich am südlichen Haupteingang.